# Lópiaci kapu
A brassói Lópiaci kapu (románul: Poarta Târgul Cailor, németül: Roßmarkttor) a városerőd egyik délnyugati városkapuja volt, mely a 19. században kötötte össze Bolgárszeg külvárosát a városerőddel. 1819–1820-ban építették a megnövekedett forgalom kezelése céljából, miután a bolgárszegiek éveken keresztül követelték egy új kapu nyitását. A Lópiaci kapu azonban túl kicsinek bizonyult, és a problémát csak az Árvaház utcai kapu megépítése oldotta meg, hét évvel utóbb. 1874-ben lebontották.
A Lópiaci kapu megépítésével „megtört a jég”: ez volt az első alkalom, mikor Brassó középkori várfalait áttörték. A következő évtizedekben több másik helyen is átjárót nyitottak a falon, majd a 19. század második felében az erődítmények jelentős részét lebontották.

## Története
A brassói várfalak 15. századi elkészülte után közel négyszáz évig csak a Katalin-kapun keresztül nyílt átjárás a főleg románok lakta Bolgárszeg felé. A 18. század végén a fellendülő kereskedelem és a népesség növekedése következtében ez a kapu csak nehezen tudta ellátni a két városrész közötti forgalmat (1787-ben már több, mint 6200 lakosa volt Bolgárszegnek; ez Brassó egész népességének egyharmadát tette ki). Gyakori volt a torlódás, emellett a Katalin utca városerőd felőli részének beépítésével a kapu kerülő utat is jelentett.
A bolgárszegi szomszédságok vezetői a 19. század első éveitől kezdődően többször kérvényezték egy új városkapu nyitását, de a szász városvezetés pénzhiányra hivatkozva mindannyiszor elutasította őket. Egy 1803-as javaslat az új kapu helyét a Lópiacnál (a jelenlegi str. George Barițiu), a kettős várfalon álló őrtorony alatt jelölte meg. 1803 decemberében egy bizottság megvizsgálta a javaslatot, de úgy vélte, hogy azon a helyen túl nehéz lenne kaput nyitni, és inkább az Árvaház utca környékét javasolta. 1804-ben a lópiaciak részletes építési terveket és becsléseket készítettek von Schulderbach főépítész vezetésével, de a városi tanács figyelmen kívül hagyta ezeket. A bolgárszegiek 1809-ben és 1816-ban a Guberniumhoz fordultak, és a Gubernium el is fogadta a javaslatot azzal a feltétellel, hogy az építés költségét a bolgárszegiek állják, melyet majd később a városi pénztár megtérít. A tanács azonban továbbra is halogatta az építkezés jóváhagyását.
1817 szeptemberében Ferenc király Brassóba látogatott, és a helybeliek egyenesen hozzá folyamodtak. A király utasítására az Erdélyi Udvari Kancellária 1818-ban elrendelte az új városkapu építését, és ezt 1819 márciusában a városvezetés is jóváhagyta. 1819 májusában elkészítették és jóváhagyták a terveket, a várfal romos tornyát pedig lebontották és egy „tisztességes átjárót” építettek a külső várfalon, a Kovácsok bástyája mellett. A kapu építőmestere Jani József volt, aki később a Árvaház utcai kaput is építette. A munka júniusban kezdődött, novemberre kész volt a fő átjáró, decemberre pedig az oldalsó szárnyak. 1820-ban készültek el az utak, a vársánc fölött átívelő híd, és a melléképületek. A kaput augusztus 31-én adták át.
A kapu kicsinek bizonyult, és a Bolgárszeg felé tartó forgalom továbbra is nehézkes volt. A problémát csak a Árvaház utcai kapu megépítése oldotta meg, hét évvel utóbb.
A Lópiaci kapu több, mint fél évszázadon keresztül szolgálta a két városrész közötti átjárást, azonban az evangélikus leánygimnázium (ma a Transilvania Egyetem erdészeti karának épülete) építése alatt nagyban akadályozta a forgalmat, így lebontását javasolták. A városi tanács először ellenezte ezt, de Johann Gött polgármester utasítást adott az építmény lebontására. Ez 1874-ben történt meg. A kapu lebontásával a várárkot is feltöltötték, az utat pedig elegyengették.

## Leírása
A Lópiaci kapu neoklasszikus stílusban épült. Két bejárata volt, egyik a szekerek, a másik pedig a gyalogosok számára. Az átjárókat kövek hiányában falapokkal burkolták.
A külső homlokzat Brassó városának címerét viselte, alatta pedig latin felirat: Ezt a kaput 1820-ban építették. Georgio de Kronberg polgármester, Johann Mylius városbíró, Michael de Brennerberg várkapitány. A belső homlokzat latin felirata: A fenséges osztrák uralkodók, I. Ferenc és Karolina, 1817-ben itt nyitották meg a várfalat. Alatta németül, magyarul, és románul állt a kapu neve: Ross Markt Thor – Ló Piacz Kapu – Poarta Târgu Kailor.